# チャンピオンシップ・ボクシング
『チャンピオンシップ・ボクシング』 (Showtime Championship Boxing) は、アメリカのケーブルテレビ局・Showtimeで放送されていたプロボクシング中継番組。2018年の番組平均視聴者数は48万1千人だった。
日本ではWOWOW『エキサイトマッチ』が試合映像を放送している。

## 概要
Showtimeが放送するボクシング中継番組で最上位に位置づけられている番組。1986年3月10日に行われたマービン・ハグラーvsジョン・ムガビで放送開始。2009年には『スーパー・シックス ワールド・ボクシング・クラシック』を企画・放送した。
開始初期はドン・キングのドン・キング・プロダクションズを放送していたが、キングの凋落からボブ・アラム主催のトップランクを経てオスカー・デ・ラ・ホーヤが主催するゴールデンボーイ・プロモーションズの試合を中継していたが、ゴールデンボーイ・プロモーションズ分裂以降はアル・ヘイモンと契約している選手の試合を放送し、重量級・軽量級関係なく放送していた。
4ラウンドと8ラウンド終了時に、解説とゲスト解説とアナリストの3人が独自に付けたスコアを視聴者に公開するオープンスコアリングシステムを採用している。
2012年9月15日、『ノックアウト・キングス』と銘打たれた興行を中継。メインイベントのサウル・アルバレス対ホセシト・ロペスはShowtimeのボクシング中継史上2位となる104万人の平均視聴者数を記録した。2013年7月27日、『ノックアウト・キングス II』と銘打たれた興行で荒川仁人 対 オマール・フィゲロア戦を含むメインカード3試合を中継した。

### PBC正式加入
2016年2月27日、レオ・サンタ・クルス vs キコ・マルチネス戦で放送30周年を迎えた。
2018年2月17日、ミケロブ・ウルトラ・アリーナで行われたダニー・ガルシアvsブランドン・リオス戦から本格的にプレミア・ボクシング・チャンピオンズのラインナップに加入した。
2022年8月20日、ハード・ロック・ライブで行われたオマール・フィゲロア対セルゲイ・リピネッツの前座でルーシー・ウォーレンがフランシスコ・ポルティロに敗れた試合の放送が無かった事を受けて同年10月8日のセバスチャン・フンドラ対カルロス・オカンポの放送前よりShowtime Sports公式Youtubeチャンネルで「Showtimeカウントダウン」と題して前座試合の配信を開始した。

### 放送終了
2023年10月17日、パラマウント・グローバルがスポーツ中継から撤退、Showtimeスポーツを同年12月31日付で閉鎖してCBSスポーツに移行を発表。
2001年から不定期金曜日に放送していた若手ボクサーの登竜門的番組ShoBox: The New Generation及び海外から衛星生中継するShowtime・ボクシング・インターナショナルに加えてチャンピオンシップ・ボクシングの終了を発表した。
既に発表されている同年11月25日のデビッド・ベナビデス対デメトリアス・アンドラーデのペイ・パー・ビュー中継と最終回の2023年12月9日にMGMグランド・ガーデン・アリーナで行われるエリスランディ・ララ対ダニー・ガルシアのペイ・パー・ビューでの中継が最後になり37年の歴史に幕を下ろす予定と発表された。
しかし同年11月11日には12月9日のペイ・パー・ビューでの中継が中止になり（上述のベナビデス対アンドラーデは予定通り放送された）、2023年12月16日にミネアポリスのミネアポリス・アーモリーで行われるデビッド・モレル対セナ・アグベゴ戦が最終回になると発表された。
同年12月16日、ミネアポリス・アーモリーで行われたデビッド・モレル 対 セナ・アグベコ戦をもって放送を終了し37年の歴史に幕を下ろした。

## 出演者
- マウロ・ラナーロ(実況)
- アル・バーンスタイン(解説)
- ジム・グレイ(リポーター)
- ブライアン・ケニー(進行役)
- アブネル・マレス(アナリスト2020年9月放送分より)
- スティーブ・ファーウッド(非公式ジャッジ)

### 過去の出演者
- スティーブ・アルバート
- フェルディエ・パシェコ
- ボビー・チジュ
- ガス・ジョンソン
- アントニオ・ターバー(解説)
- バーナード・ホプキンス(試合が無い時はゲスト解説として登場。現在はHBOのゲスト解説)
- ザブ・ジュダー(不定期で出演し主にゲスト解説で参加)
- ポール・マリナッジ（アナリスト2020年9月放送分まで）

## 日本人選手が放送された試合
| 日付          | 試合                              | 視聴者数  | 参考                                                      |
| ------------- | --------------------------------- | --------- | --------------------------------------------------------- |
| 2019年12月7日 | 岩佐亮佑 vs. マーロン・タパレス   |           | ジャーモール・チャーロ vs. デニス・ホーガンの前座         |
| 2017年11月4日 | セルゲイ・リピネッツ vs. 近藤明広 | 42万7千人 | デオンテイ・ワイルダー vs. バーメイン・スタイバーンの前座 |
| 2014年6月21日 | ロバート・ゲレロ vs. 亀海喜寛     | 61万4千人 |                                                           |
| 2013年7月27日 | オマール・フィゲロア vs. 荒川仁人 |           | ヘスス・ソト・カラス vs. アンドレ・ベルトの前座           |
| 2012年2月18日 | ポール・ウィリアムス vs. 石田順裕 |           |                                                           |